# Zasada równowagi
Zasada równowagi (wł. La regola dell'equilibrio) – powieść kryminalna włoskiego pisarza Gianrico Carofiglio, piąta część cyklu z mecenasem Guido Guerrierim. Została wydana w 2014, a w Polsce ukazała się w 2015 w tłumaczeniu Mateusza Kłodeckiego.

## Treść
W tej części mecenas Guerrieri prowadzi podejmuje się obrony sędziego Trybunału Odwoławczego w Bari - Pierluigiego Larocci, podejrzanego o przyjęcie korzyści majątkowych w zamian za wydanie korzystnego wyroku. Laroccę zadenuncjował świadek koronny w innej sprawie - Capodaqua. W trakcie badania sprawy Guerrieriego ogarniają coraz głębsze wątpliwości natury moralnej, związane z niezawisłością zawodu sędziego. Zaczyna tracić jasność osądu, jest rozdarty między koniecznością przestrzegania zasad i przepisów, a własnym sumieniem. Rozważa nawet możliwość porzucenia zawodu adwokata. Nawiązuje też romans z byłą dziennikarką - Annapaolą, która obecnie jest prywatnym detektywem, zdobywającym dla niego niektóre informacje procesowe.
We Włoszech sprzedano 200 000 egzemplarzy powieści. Na podstawie cyklu powstał serial włoskiej telewizji.